# エリック・ロサ
エリック・ロサ（Erick Rosa、2000年3月18日 - ）は、ドミニカ共和国のプロボクサー。サントドミンゴ出身。元WBA世界ミニマム級王者。元WBA世界ライトフライ級王者。世界2階級制覇王者。

## 来歴

### ミニマム級
2020年10月24日、サントドミンゴのホテル・カタロニア・マレコン・センターでオスカル・ベルムデス・サラスとプロデビュー戦ならびにWBAフェデラテン・WBCラテンアメリカミニマム級王座決定戦を行い、10回3-0（100-90×2、98-92）の判定勝ちを収め両王座を獲得した。
2020年12月16日、サントドミンゴのホテル・カタロニア・マレコン・センターでバイロン・カステレオンとWBAフェデラテン・WBCラテンアメリカミニマム級タイトルマッチを行い、10回3-0（97-93、98-92、99-91）の判定勝ちを収め両王座の初防衛に成功した。
2021年3月12日、サントドミンゴのホテル・カタロニア・マレコン・センターでケニー・カノとWBAフェデラテン・WBCラテンアメリカミニマム級タイトルマッチを行い、キャリア初のKO勝ちとなる3回1分41秒KO勝ちを収め両王座2度目の防衛に成功した。
2021年7月21日、サントドミンゴのパベロン・デ・ボレイボルでWBA世界ミニマム級5位のリカルド・アツピリカとWBA世界ミニマム級暫定王座決定戦を行い、12回3-0（117-110×2、114-113）の判定勝ちを収め、暫定ながらデビューから半年かつ2000年代生まれでは一番乗りとなりドミニカ共和国のボクサーでは最速となる4戦目で、センサク・ムアンスリン、ワシル・ロマチェンコ、デビッド・モレルに次ぐボクシング史上2番目の速さでの世界王者となった。
2021年8月25日、WBAは暫定王座を廃止すると共に指名挑戦権を付与する措置を行った。
2021年12月21日、サントドミンゴのホテル・カタロニア・マレコン・センターで指名挑戦者としてWBA世界ミニマム級レギュラー王者ビック・サルダールとWBA世界ミニマム級タイトルマッチを行い、12回2-1（113-112、112-113、116-109）の判定勝ちを収め正規という形で王座に返り咲いた。
2022年12月12日、WBA世界ミニマム級スーパー王者のノックアウト・CPフレッシュマートと同級レギュラー王者のロサとの間で行われる団体内王座統一戦の入札が行われ、ロサを擁しプレミア・ボクシング・チャンピオンズの支援を取り付けたシュアン・ボクシングが122,000ドル（約1千7百万円）を提示したのに対し、スーパー王者のノックアウトを擁するペッインディーが140,000ドル（約2千80万円）を提示した為興行権を落札した。ファイトマネーはスーパー王者のノックアウトが落札額の75％となる10万5000ドル（約1千5百万円）、レギュラー王者のロサが25％となる3万5000ドル（約5百万円）を受け取ることになった。尚、この試合は当初は2022年12月17日にネバダ州ラスベガスで行われるフランク・マーティンvsミシェル・リベラの前座で組まれる予定だったが、ノックアウトのアメリカへの渡航ビザ取得に問題が出たため試合が中止となっていた。
2023年3月1日、タイのナコーンサワン県でWBA世界ミニマム級スーパー王者ノックアウト・CPフレッシュマートと団体内王座統一戦を行う予定だったが、ロサは有効なパスポートを所持していたものの、タイの法律ではパスポートの有効期限が最低6ヵ月ないと入国できないためタイ当局から入国を拒否されたことで試合中止となった。
2023年7月21日、再び団体内王座統一戦の入札が行われ、落札したプロモーションへのノックアウトの母国タイとロサの母国ドミニカ共和国以外の第3国での試合開催の条件が付いた中で、スーパー王者のノックアウトを擁するペッインディーは入札に参加せず、レギュラー王者のロサを擁するシュアン・ボクシングが80,000ドル（約1千100万円）を提示し単独で興行権を落札した。
2023年8月25日、1年8ヶ月ぶりの試合をサントドミンゴのパベロン・デ・エスグリマで団体内統一戦の前哨戦としてオルランド・ピノと対戦し、8回終了後にピノが棄権した為TKO勝ちを収めた。
2024年1月15日、団体内王座統一戦の興行権を単独で落札したシュアン・ボクシングはWBAにスーパー王者ノックアウトとの団体内王座統一戦は前年の10月に行うと試合予定日を提示していたが、プレミア・ボクシング・チャンピオンズの興行で組まれる予定がShowtimeでのボクシング中継撤退が決まった影響などで団体内王座統一戦の開催が未定となったことで、ロサはライトフライ級に転向する為WBA世界ミニマム級レギュラー王座を返上した。

### ライトフライ級
2024年4月5日、サントドミンゴのパベロン・デ・エスグリマでライトフライ級転向初戦としてIBF世界ミニマム級10位のユデル・レイエスとWBAゴールドライトフライ級王座決定戦を行い、12回3-0（119-109、117-110×2）の判定勝ちを収め王座を獲得した。
2024年12月19日、サントドミンゴのペドロン・デ・カラテ・セントロ・アリンピコでWBA世界ライトフライ級3位のネイダー・バルデスと寺地拳四朗が返上に伴うWBA世界ライトフライ級王座決定戦を行い、12回3-0（117-111×2、116-112）判定勝ちを収め王座を獲得、ドミニカ共和国のプロボクサーとしてはホアン・グズマン、ハビエル・フォルトゥナに次いで史上3人目かつ同国のプロボクサーとしてはWBA世界ミニマム級王座返上からわずか11ヶ月での史上最速となる2階級制覇を果たした。
2025年7月30日、横浜BUNTAIで日本のリングに初登場し、寺地拳四朗対リカルド・ラファエル・サンドバルの前座で日本ライトフライ級王者およびWBA世界ライトフライ級1位の高見享介とWBA世界同級タイトルマッチを行いを行うも、プロ初黒星となる10回2分46秒TKO負けを喫し初防衛に失敗、王座から陥落した。日本ではU-NEXT、アメリカ及びイギリスはDAZNにて配信するされた。

## 戦績
- プロボクシング：9戦 8勝 (2KO)1敗

| 戦           | 日付           | 勝敗 | 時間     | 内容    | 対戦相手                     | 国籍       | 備考                                                                  |
| ------------ | -------------- | ---- | -------- | ------- | ---------------------------- | ---------- | --------------------------------------------------------------------- |
| 1            | 2020年10月24日 | ☆    | 10R      | 判定3-0 | オスカル・ベルムデス・サラス | メキシコ   | プロデビュー戦 WBAフェデラテン・WBCラテンアメリカミニマム級王座決定戦 |
| 2            | 2020年12月16日 | ☆    | 10R      | 判定3-0 | バイロン・カステレオン       | ニカラグア | WBAフェデラテン・WBCラテンアメリカ防衛1                               |
| 3            | 2021年3月12日  | ☆    | 3R 1:41  | KO      | ケニー・カノ                 | ベネズエラ | WBAフェデラテン・WBCラテンアメリカ防衛2                               |
| 4            | 2021年7月21日  | ☆    | 12R      | 判定3-0 | リカルド・アツピリカ         | ペルー     | WBA世界ミニマム級暫定王座決定戦                                       |
| 5            | 2021年12月21日 | ☆    | 12R      | 判定2-1 | ビック・サルダール           | フィリピン | WBA世界ミニマム級タイトルマッチ                                       |
| 6            | 2023年8月25日  | ☆    | 8R 終了  | TKO     | オルランド・ピノ             | ベネズエラ |                                                                       |
| 7            | 2024年4月5日   | ☆    | 12R      | 判定3-0 | ユデル・レイエス             | メキシコ   | WBA世界ライトフライ級ゴールド王座決定戦                               |
| 8            | 2024年12月19日 | ☆    | 12R      | 判定3-0 | ネイダー・バルデス           | メキシコ   | WBA世界ライトフライ級王座決定戦                                       |
| 9            | 2025年7月30日  | ★    | 10R 2:48 | TKO     | 高見享介（帝拳）             | 日本       | WBA陥落                                                               |
| テンプレート |                |      |          |         |                              |            |                                                                       |

## 獲得タイトル
- WBAフェデラテンミニマム級王座
- WBCラテンアメリカミニマム級王座
- WBA世界ミニマム級暫定王座(防衛0=廃止)
- WBA世界ミニマム級レギュラー王座（防衛0=返上）
- WBA世界ライトフライ級ゴールド王座
- WBA世界ライトフライ級王座（防衛0）